# Procopius laticeps
Procopius laticeps là một loài nhện trong họ Corinnidae.
Loài này thuộc chi Procopius. Procopius laticeps được Eugène Simon miêu tả năm 1910.